# Ibala
Ibala es un género de arañas araneomorfas de la familia Gnaphosidae. Se encuentra en África austral. 

## Lista de especies
Según The World Spider Catalog 12.0:
- Ibala arcus (Tucker, 1923)
- Ibala bilinearis (Tucker, 1923)
- Ibala bulawayensis (Tucker, 1923)
- Ibala declani Fitzpatrick, 2009
- Ibala gonono Fitzpatrick, 2009
- Ibala hessei (Lawrence, 1928)
- Ibala isikela Fitzpatrick, 2009
- Ibala kaokoensis (Lawrence, 1928)
- Ibala kevini Fitzpatrick, 2009
- Ibala kylae Fitzpatrick, 2009
- Ibala lapidaria (Lawrence, 1928)
- Ibala mabalauta Fitzpatrick, 2009
- Ibala minshullae Fitzpatrick, 2009
- Ibala okorosave Fitzpatrick, 2009
- Ibala omuramba (Lawrence, 1927)
- Ibala quadrativulva (Lawrence, 1927)
- Ibala robinsoni Fitzpatrick, 2009